# XII Giochi del Sud-est asiatico
I XII Giochi del Sud-est asiatico si sono svolti a Singapore dal 28 maggio al 6 giugno 1983.

## Paesi partecipanti
Ai giochi hanno partecipato atleti provenienti da otto nazioni: Brunei, Cambogia, Indonesia, Malaysia, Myanmar (all'epoca Burma), Filippine, Singapore e Thailandia.

## Sport
I SEA Games del 1983 hanno visto gli atleti gareggiare nei seguenti sport: sport acquatici, tiro con l'arco, atletica leggera, badminton, pallacanestro, bowling, pugilato, equitazione, calcio, hockey su prato, judo, vela, sepak takraw, tiro, tennis tavolo, tennis, pallavolo e sollevamento pesi.

## Medagliere
*   Paese ospitante
| Posiz. | Nazione    | Oro | Argento | Bronzo | Totale |
| ------ | ---------- | --- | ------- | ------ | ------ |
| 1.     | Indonesia  | 64  | 67      | 54     | 185    |
| 2.     | Filippine  | 49  | 48      | 53     | 150    |
| 3.     | Thailandia | 49  | 40      | 38     | 127    |
| 4.     | Singapore* | 38  | 38      | 58     | 134    |
| 5.     | Burma      | 18  | 15      | 17     | 50     |
| 6.     | Malesia    | 16  | 25      | 40     | 81     |
| 7.     | Brunei     | 0   | 0       | 5      | 5      |
| 8.     | Cambogia   | 0   | 0       | 0      | 0      |
| Totale | Totale     | 234 | 233     | 265    | 732    |